# 1119 (numero)
Millecentodiciannove (1119) è il numero naturale dopo il 1118 e prima del 1120.

## Proprietà matematiche
- È un numero dispari.
- È un numero composto con 4 divisori: 1, 3, 373, 1119. Poiché la somma dei suoi divisori (escluso il numero stesso) è 377 < 1119 è un numero difettivo.
- È un numero semiprimo.
- È parte delle terne pitagoriche (756, 825, 1119), (1119, 1492, 1865), (1119, 69560, 69569), (1119, 208692, 208695), (1119, 626080, 626081).